# 精武站 (天津市)
精武站，是一个位于中国天津市西青区精武镇团泊大道上、属于市郊铁路津静线的高架式车站，2021年2月开工建设，2024年9月28日随津静线首开段通车投入使用，本站曾命名为精武镇站。
设计上，车站融入了霍元甲“爱国、修身、正义、助人”的精武精神，展现了中华武术的独特魅力。车站顶部采用“木梁”元素，同时绘制有蓝天白云图案，在站厅层的立柱上，还设计了一些迷踪拳的招式图案，让静态的空间具有动态的感觉。

## 车站结构
精武站为高架三层侧式站台车站，沿团泊大道布置，站厅位于二层，站台位于三层，设有低站台门。

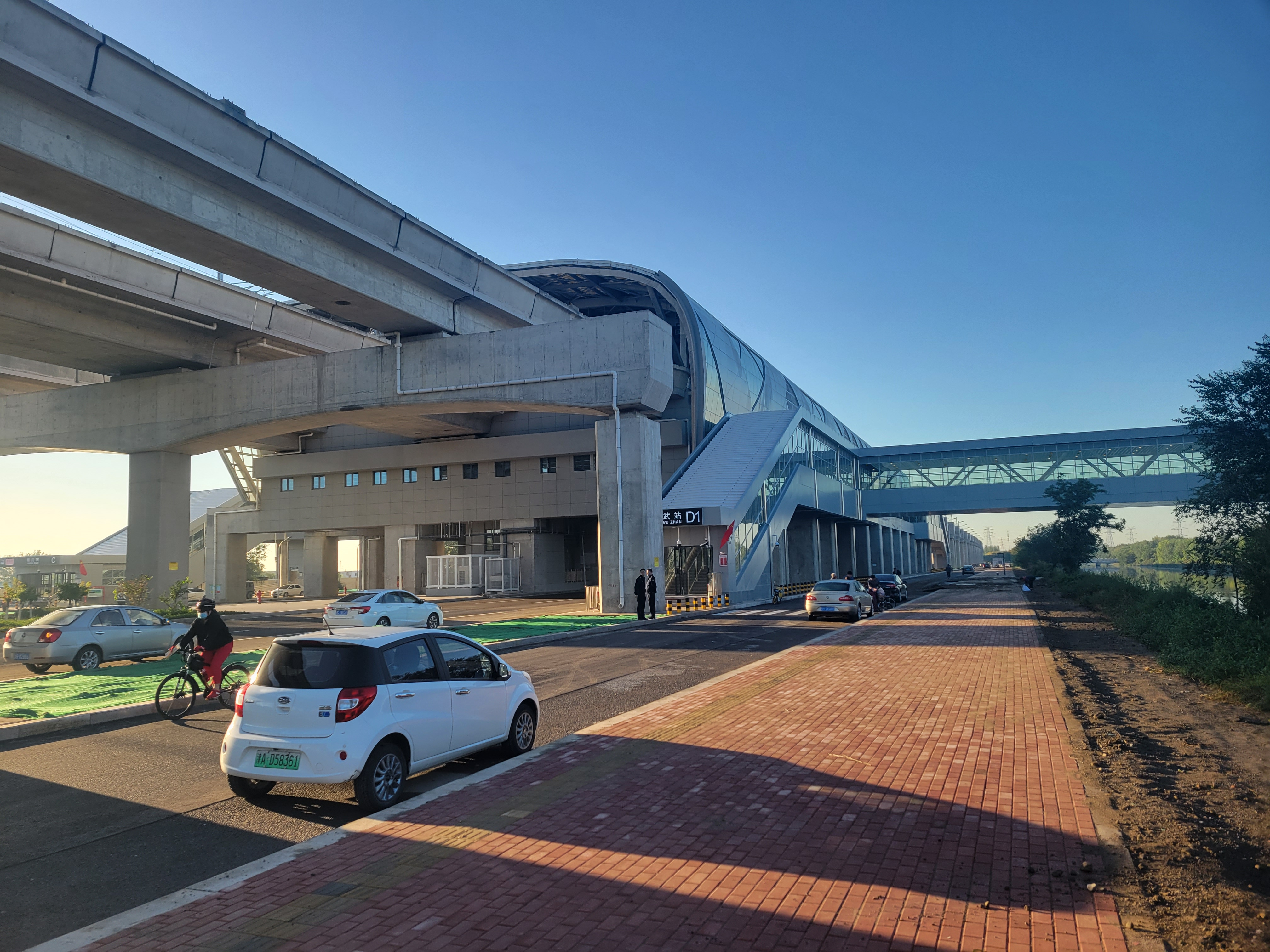
天津地铁津静线精武站外景

## 车站出口
精武站设有A、B、C、D1、D2五个出口，目前开放C、D1两个出口，各出口及周围设施如下所示：
|                                      |      |                              |              |
| 出口编号                             | 照片 | 地点                         | 可到达目的地 |
| 出口 · A                             |      | 团泊大道西侧                 | （暂未开通） |
| 出口 · B                             |      | 团泊大道东侧                 | （暂未开通） |
| 出口 · C · 升降机标志 · 扶手电梯标志 |      | 团泊大道东侧                 |              |
| 出口 · D · 1                         |      | 团泊大道西侧、大沽排水河东侧 |              |
| 出口 · D · 2 · 扶手电梯标志          |      | 大沽排水河西侧               | （暂未开通） |
| 註： 設有 \| 設有扶手電梯            |      |                              |              |

## 接驳交通
| 公共汽车线路 \| 编号 \| 编号 \| 线路 \| 线路 \| 线路 \| 收费 \| 运营商 \| 备注 \| \| ---- \| ---- \| -------------- \| ---- \| ---------------- \| ---- \| -------- \| ---- \| \| \| 365 \| 理工大学主校区 \| ⇆ \| 精武门中华武林园 \| 2元 \| 巴士实业 \| \| |      |                |      |                  |      |          |      |
| 编号 | 编号 | 线路           | 线路 | 线路             | 收费 | 运营商   | 备注 |
| | 365  | 理工大学主校区 | ⇆    | 精武门中华武林园 | 2元  | 巴士实业 |      |

| 编号 | 编号 | 线路           | 线路 | 线路             | 收费 | 运营商   | 备注 |
| ---- | ---- | -------------- | ---- | ---------------- | ---- | -------- | ---- |
|      | 365  | 理工大学主校区 | ⇆    | 精武门中华武林园 | 2元  | 巴士实业 |      |

该站下方预留公交车泊位，但因附近道路不完善，且存在私家车和共享单车占道问题，暂无公交车辆停靠。

## 周边
该站周边主要有霍元甲故居、精武门·中华武林园、西青郊野公园等旅游景区。

## 历史
2021年2月，作为津静线首开段的一部分开工。
2022年5月19日，车站基坑土方开挖完成总量的15%；已经完成桩基268根，占比73%。
2024年9月28日，随津静线首开段通车投入使用。